# Darija Snigurová

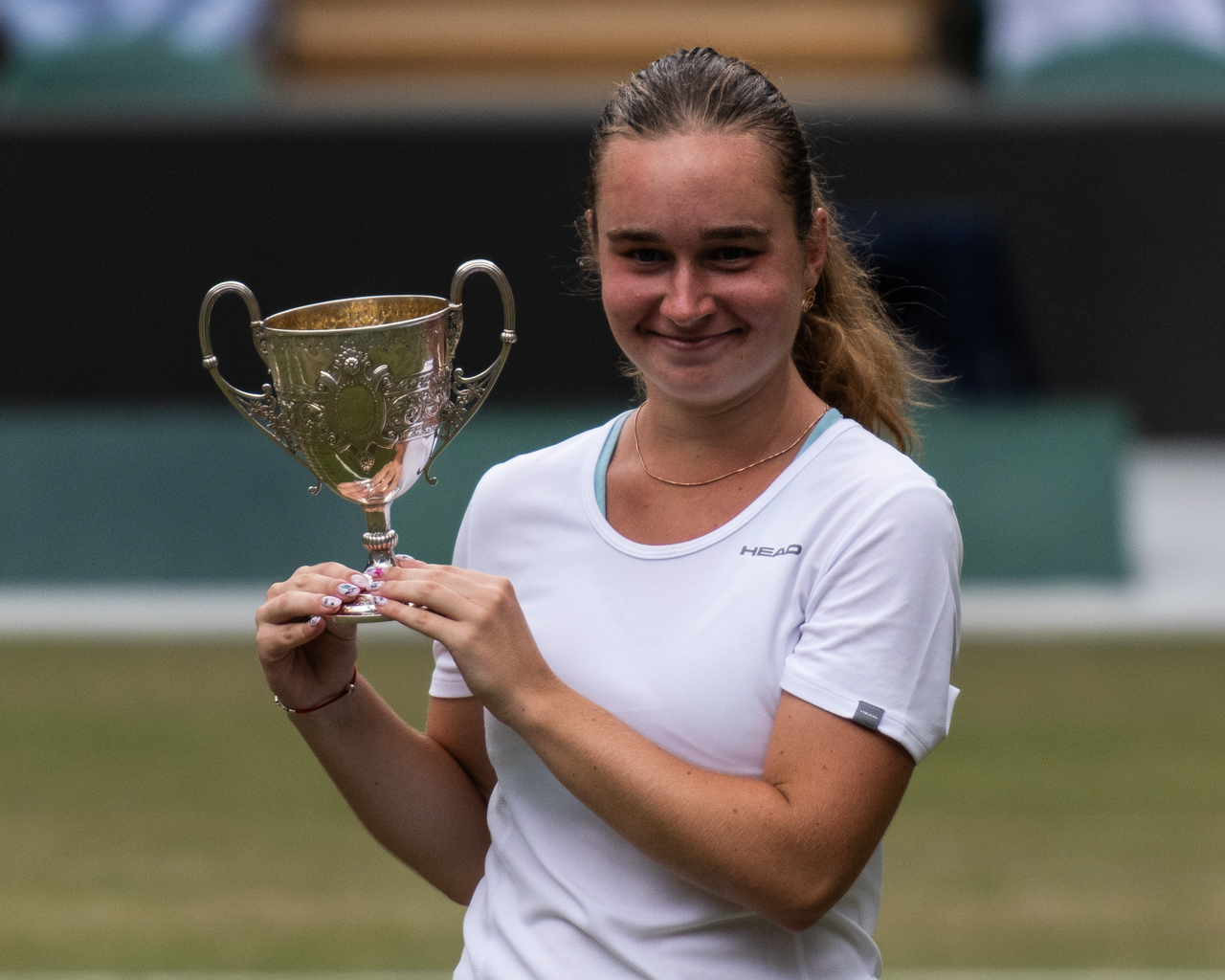
S trofejí z wimbledonské juniorky 2019

Darija Snigurová (ukrajinsky Дарія Сергіївна Снігур, Darija Serhijivna Snigur, * 27. března 2002 Kyjev) je ukrajinská profesionální tenistka. Ve své dosavadní kariéře nevyhrála na okruhu WTA Tour žádný turnaj. V rámci okruhu ITF získala osm titulů ve dvouhře.
Na žebříčku WTA byla ve dvouhře nejvýše klasifikována v listopadu 2022 na 105. místě.
V juniorském tenise triumfovala ve dvouhře Wimbledonu 2019 po finálové výhře nad Američankou Alexou Noelovou. V sedmnácti letech se tak stala druhou ukrajinskou šampionkou této soutěže po vítězství Kateryny Bondarenkové v roce 2004. Po finálové porážce od Parryové na závěrečném ITF Junior Finals 2019 pro nejlepší hráčky do 18 let vystoupala na kombinovaném juniorském žebříčku ITF v závěru října 2019 na 2. místo.

## Tenisová kariéra
V rámci okruhu ITF debutovala v září 2017, když na turnaj v rodném Kyjevě dotovaný 15 tisíci dolary obdržela divokou kartu. Ve druhém kole podlehla o deset let starší Bělorusce Svjatlaně Piraženkové z šesté světové stovky. Premiérový titul v této úrovni tenisu vybojovala během listopadu 2018 v Antalyi, na turnaji s rozpočtem 15 tisíc dolarů. V soutěži prošla kvalifikací a celkem vyhrála osm zápasů v řadě. Ve druhé fázi přehrála nejvýše nasazenou Magdalénu Pantůčkovou a v závěrečném duelu Turkyni Zeynep Sönmezovou. O dva týdny později postoupila v Antalyi opět z kvalifikace do finále, které nebylo odehráno pro špatné počasí.
Na dubajské 100tisícové akci, během prosince 2019, přehrála na cestě do finále Yaninu Wickmayerovou, Anastasiji Potapovovou, Magdalenu Fręchovou a v semifinále turnajovou jedničku a světovou osmatřicítku Kristinu Mladenovicovou. V 17 letech tak dosáhla první výhry nad členkou z elitní čtyřicítky žebříčku. V závěrečném duelu však získala jen tři gamy na Rumunku Anu Bogdanovou. O dva roky později, v listopadu 2021, již dubajský turnaj vyhrála po finálové výhře nad stou desátou ženou pořadí Kristínou Kučovou ze Slovenska, s níž ztratila tři hry.
Na okruhu WTA Tour debutovala travnatým Rothesay Open Nottingham 2022 po zvládnuté kvalifikaci, v jejímž závěru vyřadila Američanku Daniellu Laovou. Na úvod dvouhry podlehla americké světové čtyřicítce a pozdější finalistce Alison Riskeové-Amritrajové. Do první grandslamové dvouhry zasáhla US Open 2022 po zvládnuté kvalifikaci, v níž na její raketě postupně dohrály Andrianjafitrimová, Wickmayerová a Hibinová. Jako 124. hráčka žebříčku na úvod newyorského singlu zdolala světovou sedmičku Simonu Halepovou, přestože ve druhé sadě duelu probíhajícího na Armstrongově dvorci utržila „kanára“. Připsala si tak první vyhraný zápas na túře WTA. Ve formě hrající Rumunka přitom na okruhu vyhrála 20 z 23 předchozích utkání.

## Tituly na okruhu ITF
| Dotace turnajů okruhu ITF | Dotace turnajů okruhu ITF |
| ------------------------- | ------------------------- |
| 100 000 $ tournaments     | 80 000 $ tournaments      |
| 75 000 $ tournaments      | 60 000 $ tournaments      |
| 50 000 $ tournaments      | 25 000 $ tournaments      |
| 15 000 $ tournaments      | 10 000 $ tournaments      |

### Dvouhra (8 titulů)
| Č. | datum         | turnaj                         | povrch    | poražená finalistka | výsledek         |
| -- | ------------- | ------------------------------ | --------- | ------------------- | ---------------- |
| 1. | listopad 2018 | Antalya, Turecko               | tvrdý     | Zeynep Sönmezová    | 3–6, 7–6(3), 6–3 |
| –  | prosinec 2018 | Antalya, Turecko               | tvrdý     | Oona Orpanová       | nehráno          |
| 2. | březen 2019   | Šarm aš-Šajch, Egypt           | tvrdý     | Oona Orpanová       | 3–6, 6–3, 6–4    |
| 3. | duben 2019    | Kašiwa, Japonsko               | tvrdý     | Rebecca Marinová    | 6–4, 6–2         |
| 4. | srpen 2019    | Kirjat Šmona, Izrael           | tvrdý     | Maia Lumsdenová     | 6–1, 6–4         |
| 5. | únor 2021     | Poitiers, Francie              | tvrdý (h) | Clara Burelová      | 6–3, 2–6, 7–5    |
| 6. | listopad 2021 | Dubaj, Spojené arabské emiráty | tvrdý     | Kristína Kučová     | 6–3, 6–0         |
| 7. | červenec 2023 | Vitoria-Gasteiz, Španělsko     | tvrdý     | Jessika Ponchetová  | 3–6, 6–4, 6–1    |
| 8. | říjen 2023    | Glasgow, Spojené království    | tvrdý     | Mona Barthelová     | 6–4, 6–4         |

## Finále na juniorském Grand Slamu

### Dvouhra juniorek: 1 (1–0)
| Stav    | rok  | turnaj    | povrch | soupeřka ve finále | výsledek |
| ------- | ---- | --------- | ------ | ------------------ | -------- |
| Vítězka | 2019 | Wimbledon | tráva  | Alexa Noelová      | 6–4, 6–4 |